# Diastictis argyralis
Diastictis argyralis là một loài bướm đêm trong họ Crambidae.